# Nordiska rådets priser 2013

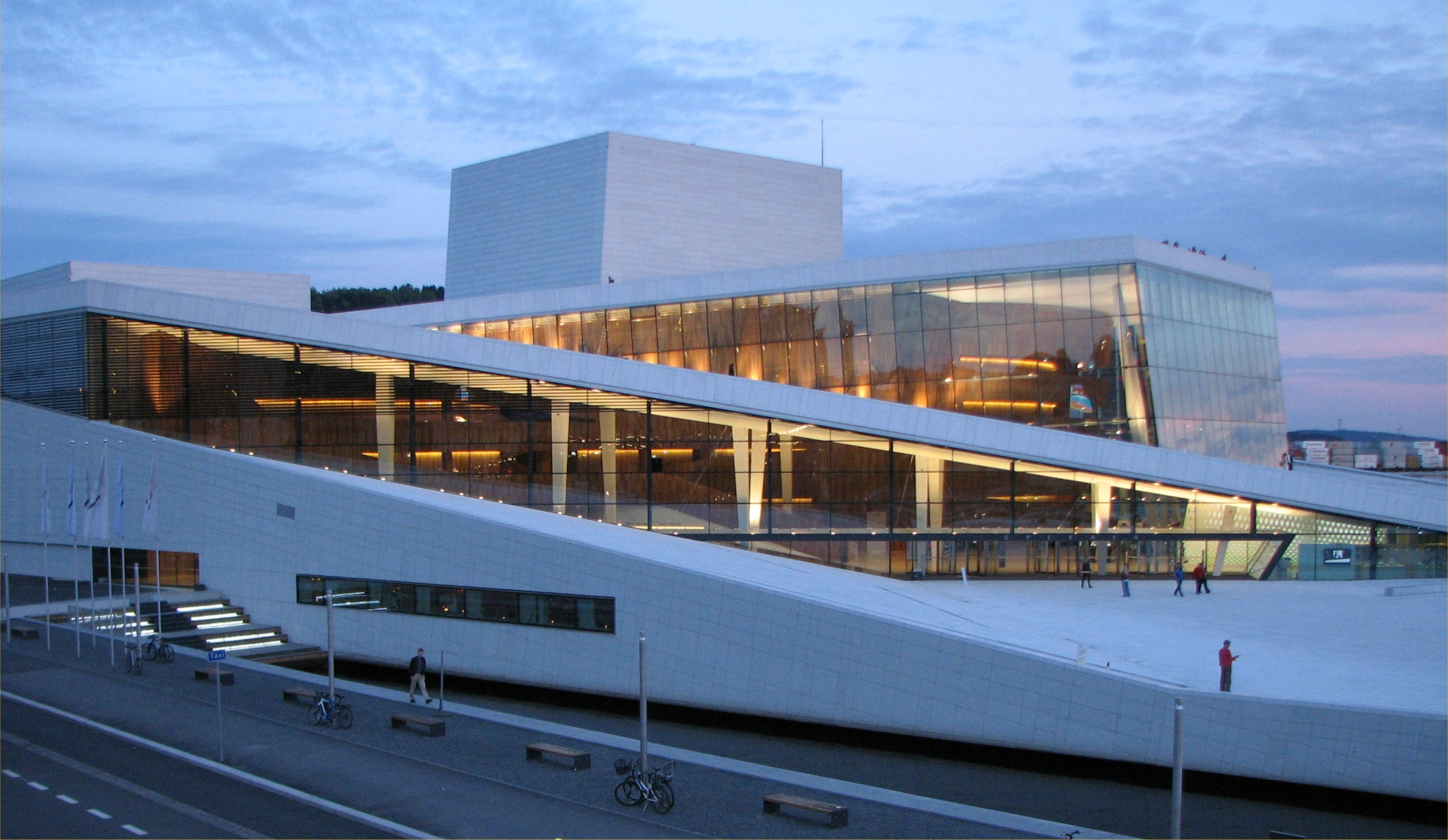
Operahuset i Oslo, platsen för prisgalan

Nordiska rådets priser 2013 delades ut 30 oktober 2013 vid en direktsänd prisceremoni från operahuset i Oslo. Det var första gången som utdelningen TV-sänds och första gången som utdelningen skedde i direkt samband med att vinnarna tillkännagavs. Arrangör för galan var Norsk Rikskringkasting i samarbete med de övriga statliga TV-kanalerna i Norden. Galan leddes av den svenska skådespelaren Sofia Helin och den norske tv-personligheten Hans Olav Brenner. En ny prisstatyett med namnet Norrsken hade tagits fram av Astrid Wiwel från Danmark och Linn Wie från Norge. Nytt för året var också Nordiska rådets pris för barn- och ungdomslitteratur.

## Nominerade

### Barn- och ungdomslitteratur
Följande är nominerade till Nordiska rådets pris för barn- och ungdomslitteratur:
| Författare                                           | Illustratör         | Svensk titel           | Ursprungstitel         | Land                 |
| ---------------------------------------------------- | ------------------- | ---------------------- | ---------------------- | -------------------- |
| Kim Fupz Aakeson                                     | Eva Eriksson        | Söndag                 | Søndag                 | Danmark              |
| Oscar K.                                             | Dorte Karrebæk      | Biblia Pauperum Nova   | Biblia Pauperum Nova   | Danmark              |
| Seita Vuorela                                        | Jani Ikonen         | Blindskär              | Karikko                | Finland              |
| Minna Lindeberg                                      | Linda Bondestam     | Allan och Udo          | Allan och Udo          | Finland              |
| Áslaug Jónsdóttir, Kalle Güettler och Rakel Helmsdal | Áslaug Jónsdóttir   | Monsterbråk            | Skrímslaerjur          | Island               |
| Birgitta Sif                                         | Birgitta Sif        | Oliver                 | Ólíver                 | Island               |
| Aina Basso                                           | ¡                   | Inn i elden            | Inn i elden            | Norge                |
| Inga H. Sætre                                        | ¡                   | Fallteknikk            | Fallteknikk            | Norge                |
| Sara Lundberg                                        | Sara Lundberg       | Vita streck och Öjvind | Vita streck och Öjvind | Sverige              |
| Jessica Schiefauer                                   | ¡                   | Pojkarna               | Pojkarna               | Sverige              |
| Marjun Syderbø Kjelnæs                               | ¡                   | Skriva í sandin        | Skriva í sandin        | Färöarna             |
| Martin Appelt                                        | Nuka K. Godtfredsen | Hermelinen             | Hermelinen             | Grönland             |
| Signe Iversen                                        | Sissel Horndal      | Mánugánda ja Heike     | Mánugánda ja Heike     | Samiska språkområdet |
| Isela Valve                                          | Isela Valve         | Joels färger           | Joels färger           | Åland                |

### Film
Följande är nominerade till Nordiska rådets filmpris:
| Svensk titel    | Ursprungstitel        | Regissör           | Manusförfattare                         | Producent                                 | Land    |
| --------------- | --------------------- | ------------------ | --------------------------------------- | ----------------------------------------- | ------- |
| Jakten          | Jagten                | Thomas Vinterberg  | Tobias Lindholm och Thomas Vinterberg   | Sisse Graum Jørgensen och Morten Kaufmann | Danmark |
| Låt mig berätta | Kerron sinulle kaiken | Simo Halinen       | Simo Halinen                            | Liisa Penttilä                            | Finland |
| Djupet          | Djúpið                | Baltasar Kormákur  | Jón Atli Jónasson och Baltasar Kormákur | Agnes Johansen och Baltasar Kormákur      | Island  |
| Som du ser meg  | Som du ser meg        | Dag Johan Haugerud | Dag Johan Haugerud                      | Yngve Sæther                              | Norge   |
| Äta sova dö     | Äta sova dö           | Gabriela Pichler   | Gabriela Pichler                        | China Åhlander                            | Sverige |

### Musik
Följande är nominerade till Nordiska rådets musikpris:
| Namn               | Område/typ     | Land     |
| ------------------ | -------------- | -------- |
| Theatre of Voices  | Vokalensemble  | Danmark  |
| Efterklang         | Ensemble       | Danmark  |
| Pekka Kuusisto     | Violin         | Finland  |
| Kimmo Pohjonen     | Dragspel       | Finland  |
| Eivør Pálsdóttir   | Vokalist       | Färöarna |
| Nordic Affect      | Kammerensemble | Island   |
| Mezzoforte         | Fusionsband    | Island   |
| Håkon Austbø       | Piano          | Norge    |
| Maja Ratkje        | Vokalist       | Norge    |
| Trio ZPR           | Stråktrio      | Sverige  |
| The Knife          | Electronicaduo | Sverige  |
| Vladimir Shafranov | Piano          | Åland    |

### Natur och miljö
Följande är nominerade till Nordiska rådets natur- och miljöpris:
| Namn                             | Verksamhet                             | Land    |
| -------------------------------- | -------------------------------------- | ------- |
| ASKO                             | Grossist och leverantör av dagligvaror | Norge   |
| Carbon Recycling International   | Innovationsföretag                     | Island  |
| HINKU Kolneutral kommun          | Kommunalt miljöprojekt                 | Finland |
| Hållbara hav                     | Initiativ                              | Sverige |
| Jarðhitaskóli Sameinuðu þjóðanna | FN:s geotermiska skola                 | Island  |
| Katvig ApS                       | Barnklädesföretag                      | Danmark |
| Selina Juul                      | Rörelsen Stop Spild Af Mad             | Danmark |
| Solvatten AB                     | Vattenrening                           | Sverige |
| Tomra AS                         | Miljöteknologiföretag                  | Norge   |
| Ålands biodlarförening           | Intresseförening                       | Åland   |